# Senatus consultum
O senatus consultum (latim para "decreto do senado", plural senatus consulta) era o texto produzido pelo senado romano, que evoluiu de um parecer coletivo do senado sobre a aplicação das leis durante a república a decretos legais propriamente ditos durante o império.

## República
Durante a república, era qualquer tipo de decisão coletiva do senado sobre um determinado assunto, como no caso do senatus consultum de Bacchanalibus, referente ao episódio das Bacanais ocorrido em 186 a.C. e narrado em Tito Lívio, livro V. Referia-se a um texto promulgado pelo senado sobre projetos de leis apresentados por um cônsul ou um pretor.
Oficialmente, esses consulta eram apenas orientações dadas aos magistrados, mas na prática eram seguidos à risca. Apesar de ser apenas uma opinião, era considerado obrigatório emitir um senatus consultum antes de submeter a decisão ao voto, e um parecer hostil do senado quase sistematicamente provocava o abandono ou modificação da nova lei. Se um consultum entrava em conflito com uma lei promulgada por uma das assembleias legislativas da República, a lei tinha prioridade e cancelava o consultum. Todas as moções propostas poderiam ser bloqueadas por um veto de um tribuno da plebe ou uma intercessio de um dos magistrados executivos. Cada moção bloqueada por um veto era registrada nos anais como senatus auctoritas ("vontade do senado"). Cada moção ratificada se tornava então um senatus consultum, transcrito em um documento que era depositado no erário de Saturno, situado no Templo de Saturno.

## Império
Sob o Império Romano, as assembleias legislativas foram rapidamente neutralizadas. A Assembleia Popular  foi descontinuada em 14 d.C. por Tibério, que transferiu todos os poderes legislativos para o senado. Depois dessa transferência, os senatus consulta adquiriram força de lei. O poder legislativo do senado e o direito de emitir consulta foram suprimidos no século III pelo imperador Domiciano, na reforma política que criou o Dominato, em referência aos poderes absolutos conferidos ao imperium. Essa mudança deu ao imperador o privilégio de salvaguarda exclusiva da lei e da constituição imperial.